# Derfuta
Santa Derfuta fue una mártir a quien junto con otras seis mujeres mandó matar el emperador Maximiano, porque confesaban la fe cristiana.
Su martirio tuvo lugar en Paflagonia.
En la iglesia griega, su fiesta se celebra el día 20 de marzo.